# Andrzej Zglejszewski
Andrzej Jerzy Zglejszewski (ur. 18 grudnia 1961 w Czarnej Białostockiej) – amerykański duchowny katolicki polskiego pochodzenia, biskup pomocniczy Rockville Centre od 2014. 

## Życiorys
Uczęszczał do seminarium duchownego w Białymstoku studiując filozofię i teologię, skąd w 1987 roku przeniósł się do nowojorskiego seminarium w Hantington. Święcenia kapłańskie otrzymał 26 maja 1990 i został włączony do prezbiterium diecezji Rockville Centre. Pracował duszpastersko w kilku parafiach. W 2007 roku został dyrektorem diecezjalnego biura ds. liturgii. 24 kwietnia 2010 roku został mianowany kapelanem Jego Świątobliwości. Jest zastępcą profesora w Wyższym Seminarium Duchownym Niepokalanego Poczęcia w Huntington, gdzie prowadził wykłady dla diakonów stałych. 
11 lutego 2014 papież Franciszek mianował do biskupem pomocniczym Rockville Centre ze stolicą tytularną Nicives. Sakry udzielił mu 25 marca 2014 biskup diecezjalny Rockville Centre - biskup William Francis Murphy.
Zna języki: polski, angielski, hiszpański, niemiecki, rosyjski i francuski.